# Nécropole nationale de Villers-Carbonnel
La nécropole nationale de Villers-Carbonnel est un cimetière militaire français de la Première Guerre mondiale situé sur le territoire de la commune de Villers-Carbonnel dans le département de la Somme.

## Localisation
Ce cimetière militaire est situé en bordure de la route départementale no 1029 – E44 (dénommée RN29 jusqu'en 2006, et reliant notamment Amiens à Saint-Quentin) à l'entrée ouest du village, environ cent cinquante mètres avant le carrefour avec la route départementale no 1017 (jusqu'en 2006, RN 17, reliant notamment Roye — au sud — à Péronne — au nord).

## Historique
Cette nécropole de 6 328 m2 a été édifiée en 1920 : la même année, on y a regroupé des tombes de soldats provenant des cimetières de Barleux et de Flaucourt.

## Caractéristiques
Le cimetière rassemble 2 285 corps, dont 1 295 en ossuaires. On trouve là les tombes de soldats morts au cours des différentes batailles de la Somme.

La commune de Villers-Carbonnel a érigé, dans la nécropole nationale, son monument aux morts. Sur le monument a été gravée cette inscription : 

« 1914-1918 Aux enfants de Villers-Carbonnel morts pour la France comme sont morts tous ceux qui reposent en ce lieu. »

Dans cette nécropole se trouvent également les tombes de 18 soldats tués dans les environs en mai et juin 1940 et inhumés ici en 1941.

## Galerie

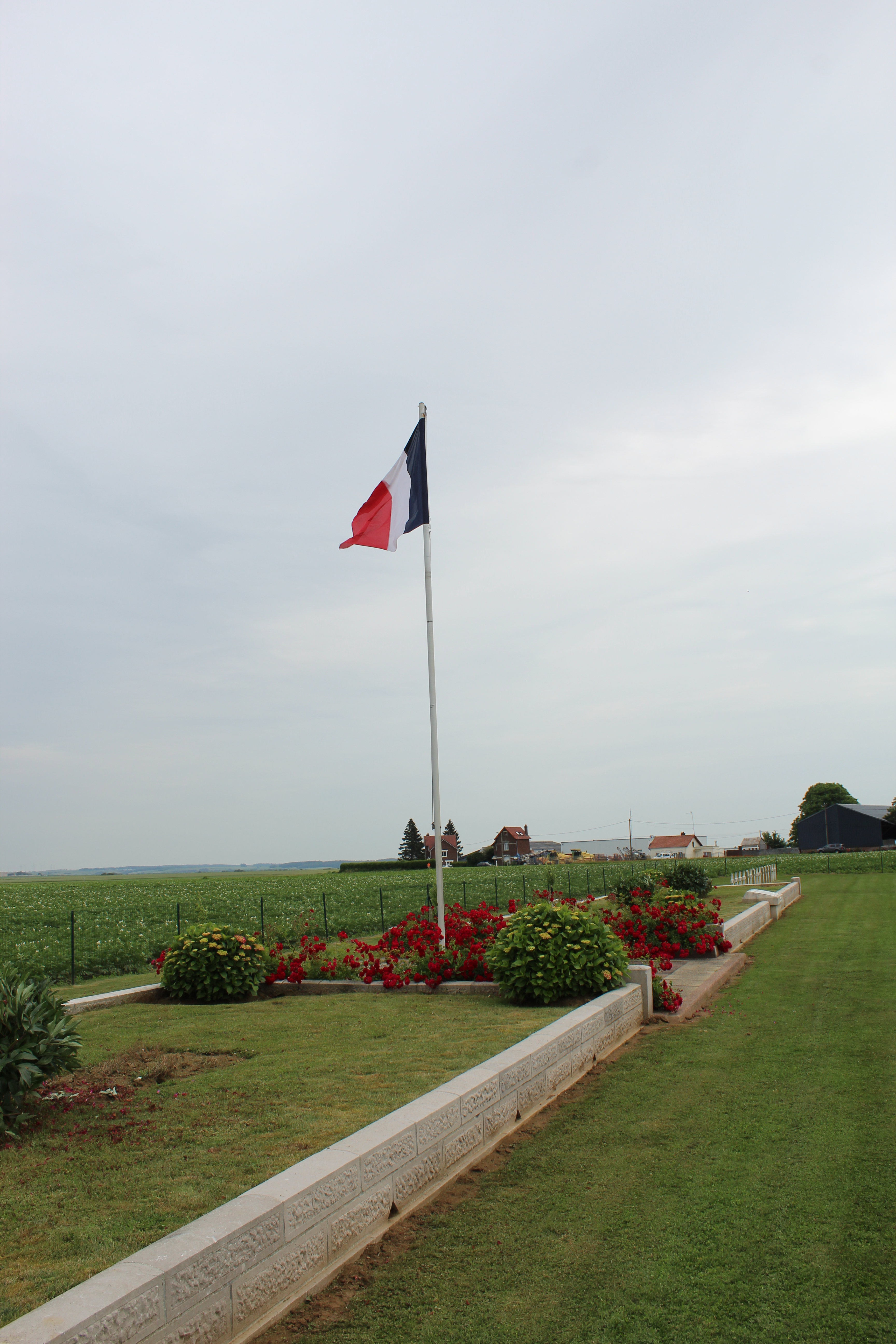
Panneau de l'ossuaire no 1.
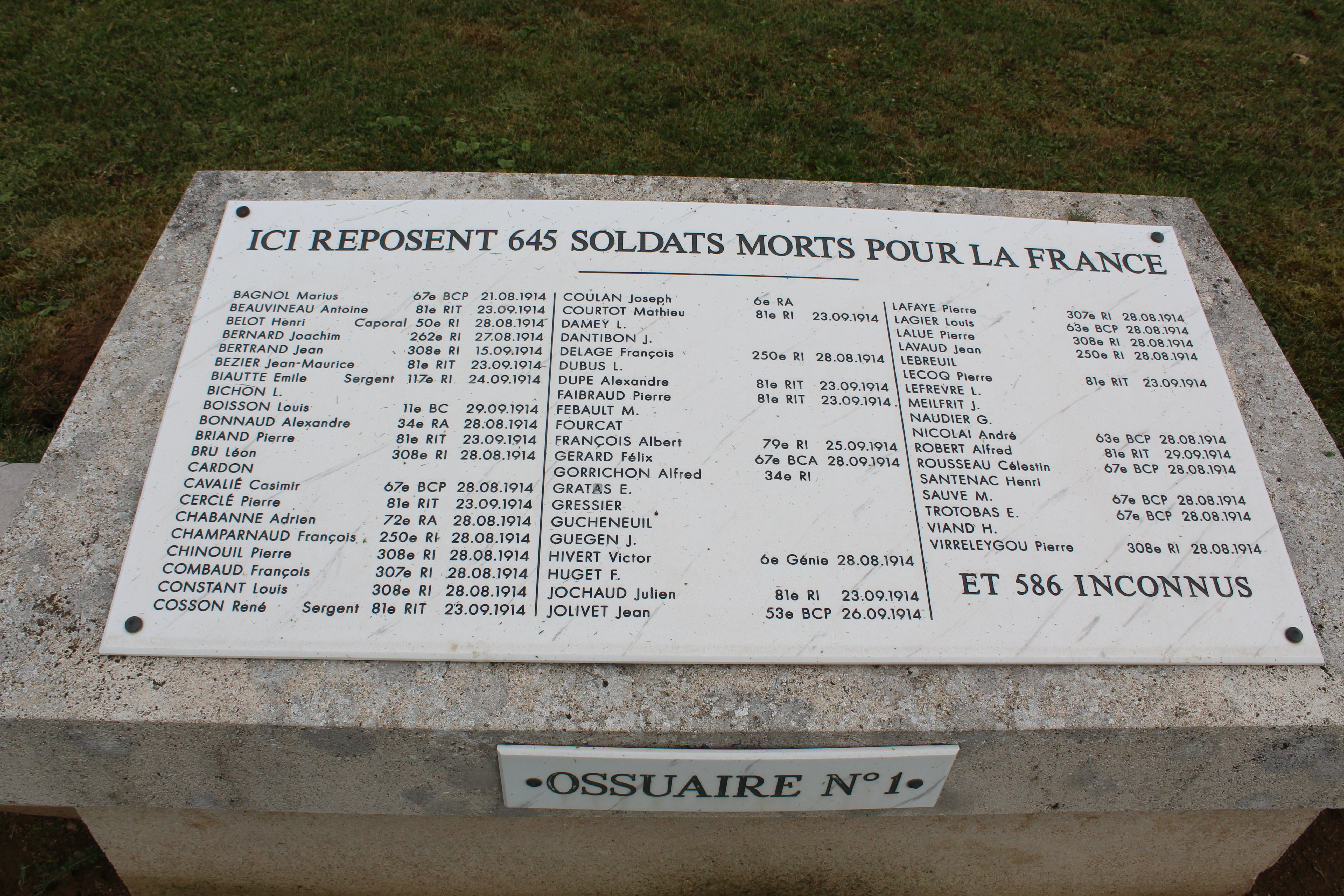
Les deux ossuaires.
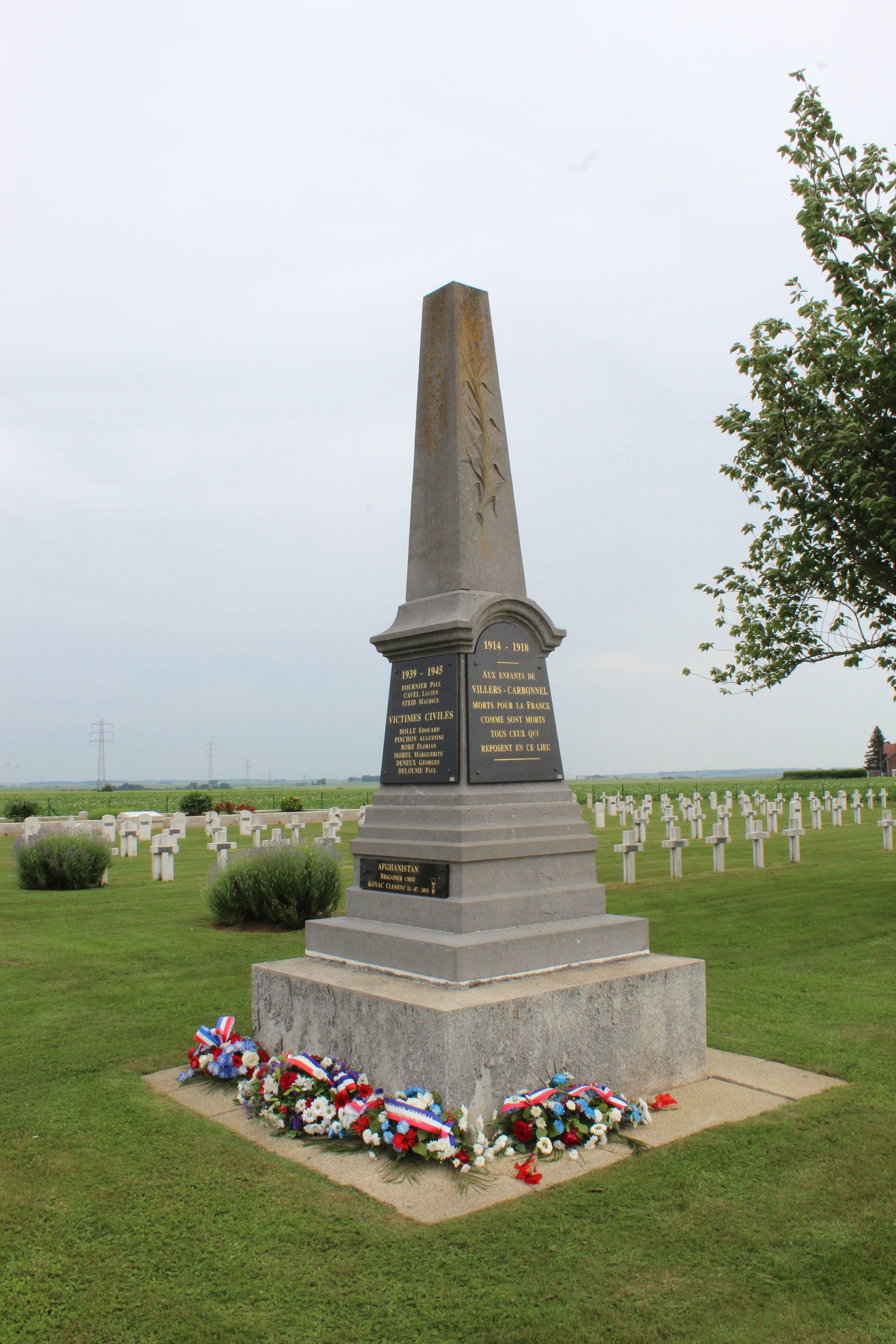
Le monument aux morts au centre de la nécropole.